# 謙信公大橋
謙信公大橋（けんしんこうおおはし・英語: Kensinko-Ohashi Bridge）は、新潟県上越市の関川に架かる新潟県道43号上越安塚浦川原線および上越市都市計画道路中屋敷藤野新田線（通称：謙信公大通り）の橋長241.4 m（メートル）のローゼ橋。土木学会田中賞（作品部門）を受賞している。

## 概要

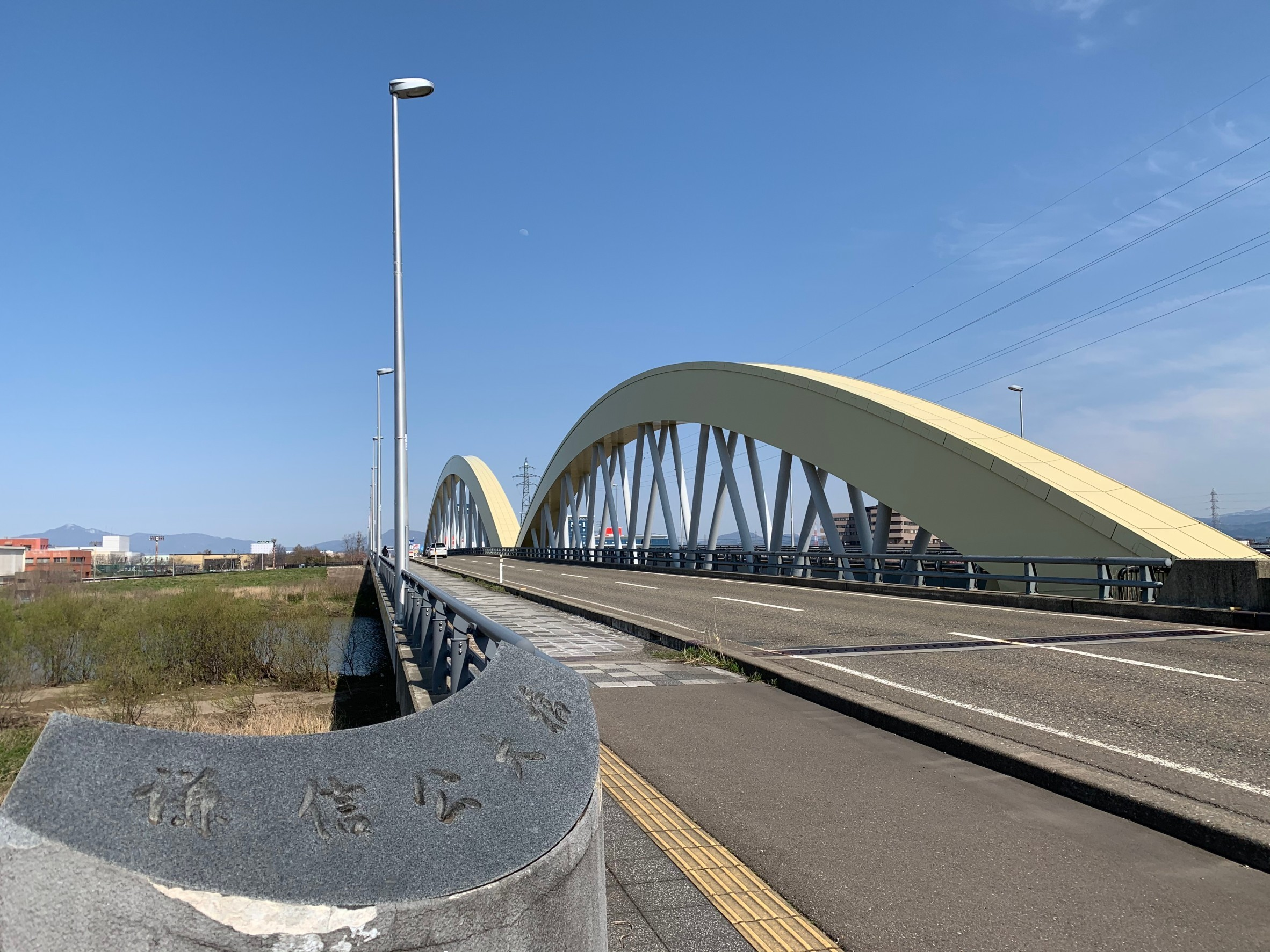
謙信公大橋

謙信公大橋は関川左岸の上越市役所と右岸の国道18号や北陸自動車道上越インターチェンジを結んでいる。
架設にはトラベラクレーン工法と隣接で組み上げたアーチを自走多軸台車（ドーリー）2台を使って運ぶドーリー一括輸送架設という工法が採用された。架設現場では、大小2つのアーチに「大亀小亀」の愛称が付けられていた。
- 種別 - 鋼道路橋[3]
- 形式 - 2径間単弦ローゼ橋[3]
- 橋長 - 241.400 m
  - 支間割 - 84.700 m + 152.900 m
- 幅員
  - 総幅員 - 28.800 m
  - 有効幅員 - 28.000 m
  - 車道 - 2×8.000 m
  - 歩道 - 2×3.500 m
- 総鋼重 - 3 592 t
- 床版 - I形鋼格子鉄筋コンクリート床版
- 施工 - 宮地鐵工所[注釈 1]・日立造船JV、三菱重工業・横河ブリッジ・石川島播磨重工業[注釈 2]JV

- 架設工法 - トラッククレーンベント工法・自走式台車送出し工法

## 歴史
- 2003年（平成15年）5月31日 - 開通[3]。
- 2003年度（平成15年度） - グッドデザイン賞受賞[3][7]。
- 2005年（平成17年） - 2004年度（平成16年度）土木学会田中賞（作品部門）受賞[3]。